# Little Tennessee
 (janvier 2016).
Si vous disposez d'ouvrages ou d'articles de référence ou si vous connaissez des sites web de qualité traitant du thème abordé ici, merci de compléter l'article en donnant les références utiles à sa vérifiabilité et en les liant à la section « Notes et références ».
Little Tennessee ((en) Little Tennessee River) est une rivière des États-Unis, affluent de 217 km de la rivière Tennessee et qui fait partie du bassin du fleuve Mississippi.

## Parcours
La rivière prend sa source dans les Blue Ridge Mountains, dans le comté de Rabun au nord-est de la Géorgie, puis coule vers le nord à travers l'ouest de la Caroline du Nord où elle traverse la ville de Franklin. Enfin elle entre dans le Tennessee pour se jeter dans la rivière Tennessee à Lenoir City, à 40 kilomètres au sud-ouest de Knoxville.
De nombreux barrages ont été construits sur la rivière, chacun formant un lac de barrage. Par exemple le barrage de Fontana est le plus haut barrage de l'est des États-Unis.

## Principaux affluents
- Tuckasegee River
- Tellico